# Iglesia de San Cipriano (Pillarno)
La iglesia de San Cipriano se encuentra en el pueblo de El Cuadro, perteneciente a la parroquia de Pillarno, concejo de Castrillón (Asturias).
Este templo sustituyó a uno anterior prerrománico, dedicado a Santa Marina, que fue destruido durante la guerra civil española y reconstruido en la década de 1940.
Del templo anterior, sólo se conserva una ventana bífora, que no tiene datación, pero con indudable factura prerrománica. Consta de unas dimensiones de 91 x 14 x 86 cm y está situada en la capilla del vestíbulo. Su descubrimiento se realizó tras las obras de restauración posteriores a la citada guerra civil, realizadas por el párroco Porfirio Guitiérrez. Fue tallada de un bloque de piedra con dos vanos rectangulares que finalizan en un arco de herradura. Estos arcos están flanqueados por unas jambas. Su factura es similar a las de la Iglesia de San Martín de Salas, y San Miguel de Bárcena del Monasterio.
La iglesia ha sido declarada Monumento Histórico Artístico.

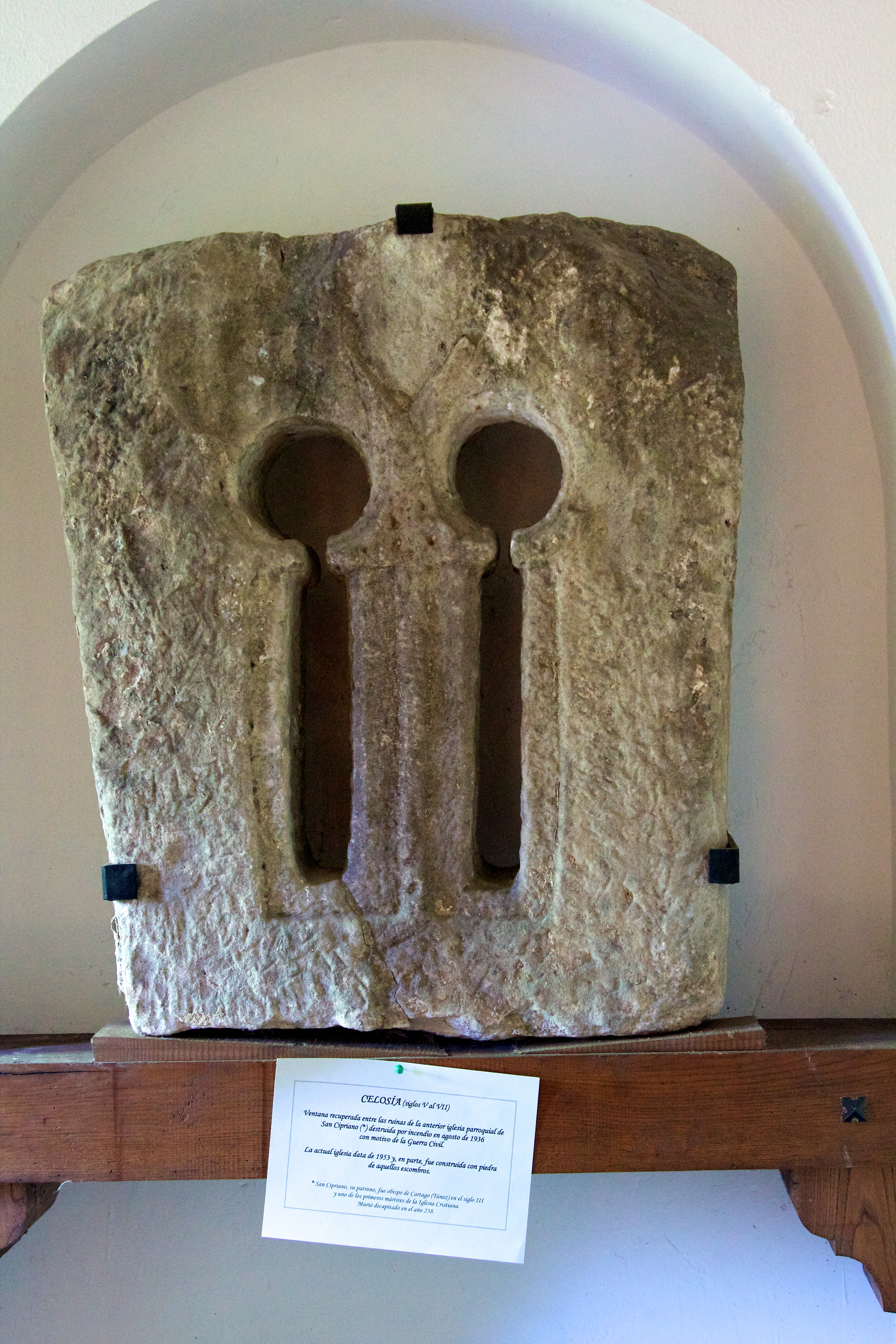
Celosía prerrománica